# Budismo em Portugal
A religião budista é o sistema de crença que acredita nos ensinamentos de Buda. Em Portugal, país sudoeste-europeu, está pouco disseminada devido ao facto que Portugal está muito longe do sítio onde a religião de Buda se originou (Índia) e se disseminou (boa parte da Ásia), nunca tendo havido grandes migrações de Budista para Portugal ao longo da sua história.
O budismo em Portugal tinha uma expressão muito pontual nos anos 70, localizada e reduzida no anos 80 e início do anos 90, começou a aumentar na segunda metade dessa década e nos primeiros anos do novo milénio tem-se assistido a um grande desenvolvimento dessa religião, com a deslocação de grandes mestres budistas para ensinar os fundamentos da religião.
Existe a União Budista Portuguesa para defender os direitos do budistas em Portugal e são feitas em Portugal várias obras sobre o budismo.